# Leslie Palmer
Leslie Palmer (Cardiff, 17 giugno 1909 – Glamorgan, 1997) è stato un pallanuotista britannico, che ha partecipato alle Olimpiadi di Berlino 1936.
Ha giocato solamente la partita contro l'Austria.